# Bernadette Cattanéo

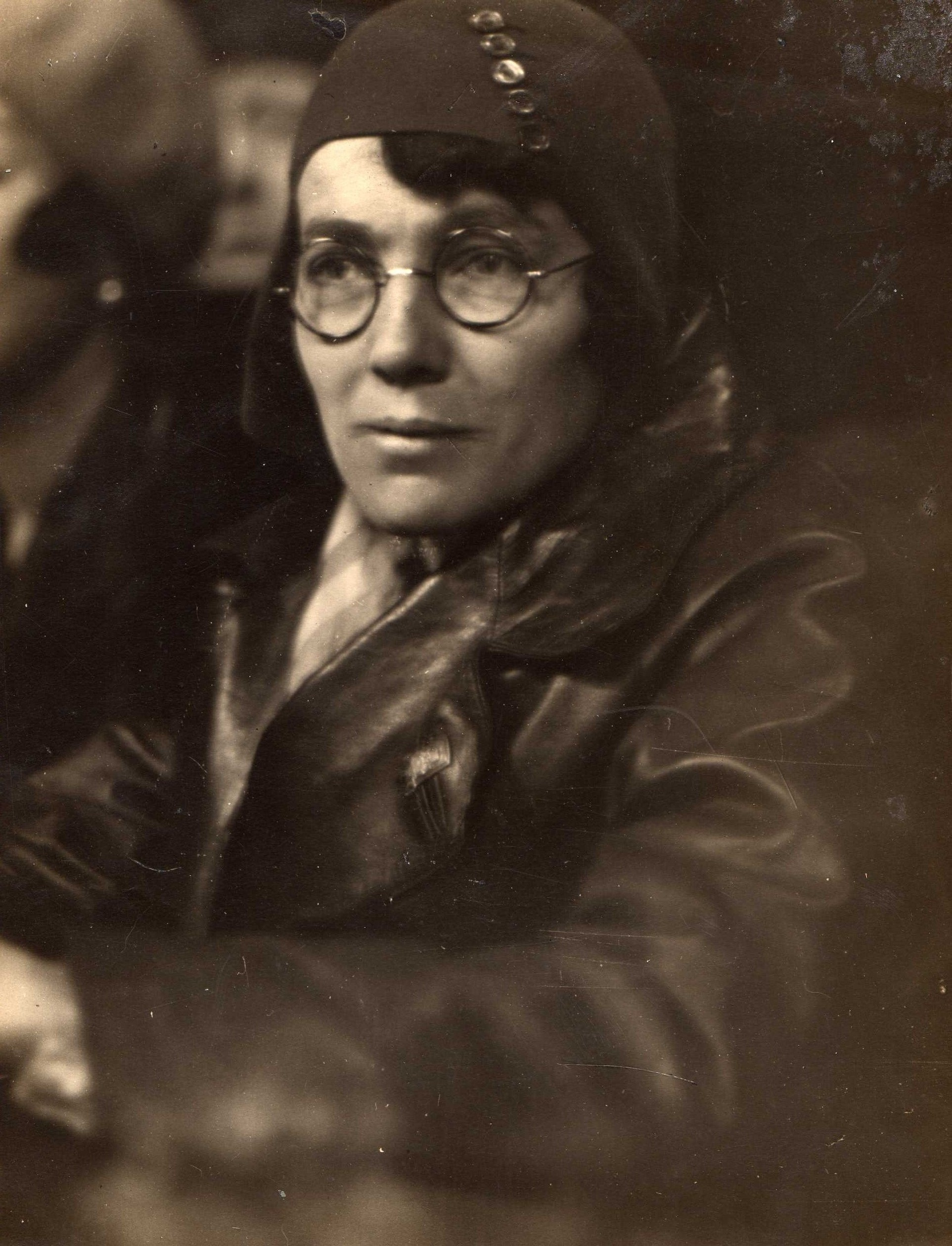
Bernadette Cattanéo 1929 in Moskau

Bernadette Cattanéo, geborene Le Loarer, (* 25. Februar 1899 in Brélévenez; † 22. September 1963 La Penne-sur-Huveaune) war eine französische Kommunistin und Feministin.

## Frühe Jahre
Bernadette Le Loarer war die Tochter von Jean Marie Le Loarer, einem Eisenbahner, der starb, als sie erst fünf Jahre alt war, und von Marie Ollivier, einer armen Bäuerin, die kaum Französisch konnte und Analphabetin war. Ihre Familie war katholisch, aber ein Lehrer, der antiklerikale Gewerkschaften vertrat, beeinflusste sie. Sie absolvierte eine Ausbildung zur Schneiderin, bevor sie 1919 nach Paris zog. Dort lernte sie den Gewerkschafter Jean-Baptiste Cattanéo kennen, der später Buchhalter bei der Confédération générale du travail unitaire (Allgemeiner Einheitsverband der Arbeit, CGTU) und Vertrauensmann der Parti communiste français (Kommunistische Partei Frankreichs, PCF) wurde. Sie heirateten am 10. Oktober 1922 und bekamen zwei Kinder.

## Gewerkschaft und PCF
Bernadette Cattanéo trat Ende 1923 der Kommunistischen Partei Frankreichs (PCF) bei. Sie wurde die Hauptverantwortliche für Frauenfragen für die CGTU und auch für die Kommunistische Partei. 1924 war sie Mitglied des Frauenausschusses der PCF und gleichzeitig Mitglied des Frauenausschusses der CGTU, deren Sekretärin sie 1929 wurde (1932 und 1933 wiedergewählt). Sie leitete den Frauenausschuss bis März 1936, als der Kongress zur Wiedervereinigung von Confédération générale du travail (CGT) und CGTU stattfand. 1931 wurde sie in die Exekutivkommission der CGTU gewählt, zwei Jahre später trat sie in den Vorstand des Gewerkschaftsbundes ein. Von 1925 bis 1934 organisierte und beteiligte sie sich an zahlreichen Streiks in ganz Frankreich, die sie in ihren in Moskau verfassten Autobiografien von 1931 und 1937 auflistete.
Im März/April 1928 gehörte sie der Delegation der CGTU an, die beim IV. Kongress der Roten Gewerkschaftsinternationale (RGI) von Stalin persönlich empfangen wurde. Stalin erklärte, welche Bedeutung der neuen Wahlkampftaktik „Klasse gegen Klasse“ beizumessen sei. 1929 leitet sie die Frauendelegation der CGTU in Moskau anlässlich des 12. Jahrestages der Oktoberrevolution. Im November 1930 wurde sie in den Zentralrat der RGI gewählt.
Im Mai 1933 nahm sie an der Sitzung der französischen Kommission des CEIC (Exekutivkomitee der Kommunistischen Internationale) in Moskau teil. Dort traf sie wichtige Persönlichkeiten der Komintern wie Manouilski, Yvan Stepanov, Eugen Fried und der PCF wie André Marty, Albert Vassart, Julien Racamond und Gaston Montmousseau.

## Internationales Auftreten und CMF

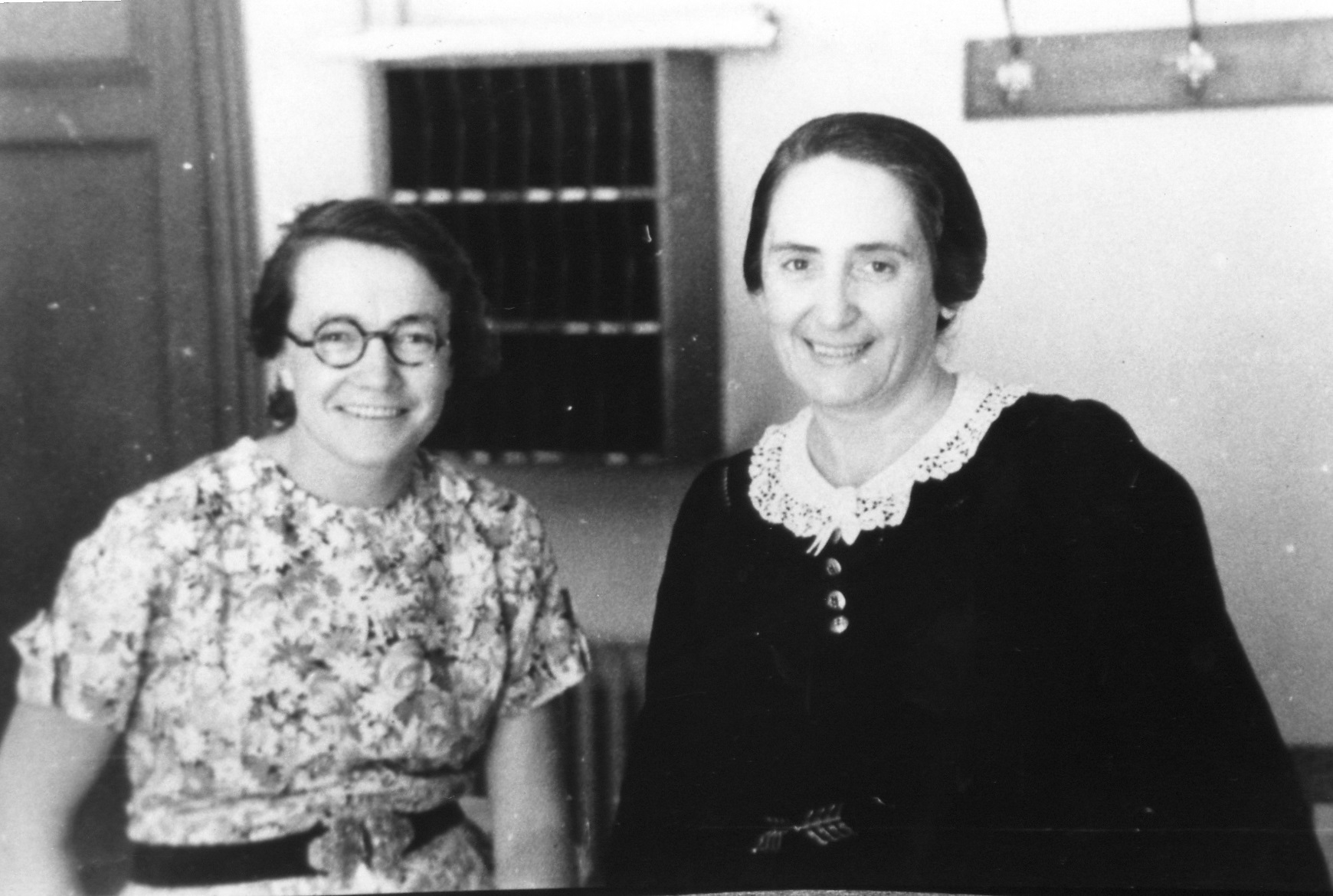
Bernadette Cattanéo und Dolores Ibárruri, August 1936

Bis zum Beginn des Zweiten Weltkriegs war Bernadette Cattanéo international sehr aktiv. Der Sekretär der Kommunistischen Internationale, Georgi Dimitroff, wandte sich an sie, um eine internationale Frauenbewegung gegen Krieg und Faschismus zu strukturieren. Zu dieser Zeit war sie auch Mitglied des Nationalkomitees der pazifistischen Bewegung Amsterdam-Pleyel und Sekretärin des Verständigungs- und Koordinierungskomitees der internationalen Frauenorganisationen.
Anfang Dezember 1933 schrieb Henri Barbusse an Jelena Stassowa, um ihr mitzuteilen, dass das Frauenkomitee (zu dem Bernadette Cattanéo gehörte) sehr an der Einberufung eines internationalen Frauenkongresses gegen den Krieg interessiert sei. Er übermittelte ihr auch ein Schreiben zur Stellungnahme, das bereits an eine Reihe von Frauenpersönlichkeiten gerichtet wurde, um ihnen vorzuschlagen, dem Initiativkomitee beizutreten (den Kongress zu fördern). Ein erster Flyer im Januar 1934 gab die ersten gesammelten Unterschriften an.
Auf der nationalen Konferenz der PCF im Juni 1934 in Ivry gab sie in einer langen feministischen und politischen Rede einen Überblick über die Arbeit des nationalen Initiativkomitees, das eine große weltweite Versammlung von Frauen gegen Krieg und Faschismus organisieren und fördern sollte.
Dieser Kongress fand vom 4. bis 7. August 1934 statt. Bernadette Cattanéo war Vorsitzende des politischen Ausschusses. Er brachte Frauen (1200, davon 600 aus Frankreich) und Verantwortliche von Organisationen zusammen, die, wie sie sagte, bis dahin weit voneinander entfernt geblieben waren. Auf diesem Kongress wurde sie einstimmig zur Generalsekretärin des Comité Mondial des Femmes contre la guerre et le fascisme (Weltkomitee der Frauen gegen Krieg und Faschismus, CMF) gewählt. Sie erklärte, dass das CMF dazu bestimmt sei, alle Schichten von Frauen unabhängig von ihrer sozialen Klasse und ihrer politischen Ausrichtung zu erreichen. Neben dem Ziel des Kampfes gegen Krieg und Faschismus forderte es die Befreiung und soziale und politische Emanzipation der Frau, die Verteidigung ihrer Forderungen und die Gleichstellung von Frauen und Männern. Auf diesem Kongress wurden zwei Gründungsdokumente verabschiedet, eine Forderungsliste, in der die für Frauen geforderten Grundprinzipien dargelegt wurden, sowie ein Manifest, das eher politischer Natur war. In ihrer Autobiografie von 1937 behauptete sie, dass das Manifest fast einstimmig verabschiedet wurde.

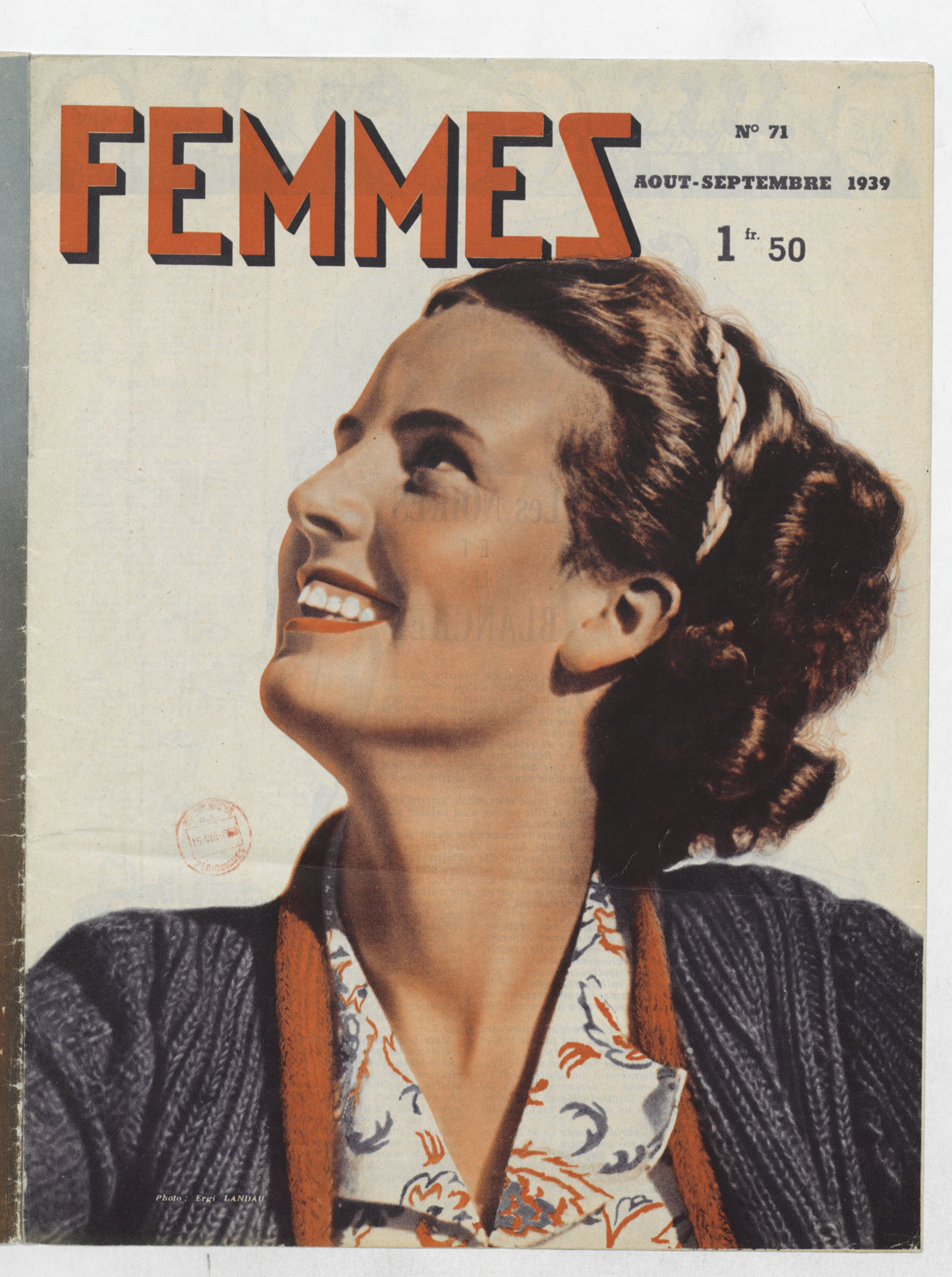
Les Femmes dans l’action mondiale

Bernadette Cattanéo lancierte im September 1934 die Propagandazeitung des CMF: Les Femmes dans l’action mondiale (Frauen in der globalen Aktion). Sie schrieb zahlreiche Artikel, die sich sowohl mit der Forderung nach Frauenrechten in Frankreich und im Ausland als auch mit internationalen Ereignissen befassten. In der Folge stieß sie ähnliche Zeitungsgründungen in anderen Ländern an.
Bereits ab 1935 reiste Bernadette Cattanéo regelmäßig nach Moskau, um sich direkt bei den leitenden Instanzen der Komintern über den Fortschritt der Bewegung umfassend zu informieren. Ihre Beiträge waren lang und sehr detailliert. Im Pandor-Archiv finden sich die Wortprotokolle einiger dieser Treffen. Abgesehen von ihren Reisen nach Russland (es gab mindestens elf davon, darunter persönliche Gespräche mit Dimitroff) reiste sie während des Krieges 1936 und 1937 auch mindestens sechs Mal nach Spanien, um, wie sie in ihrer Autobiografie von 1937 schreibt, ihre spanischen Schwestern zu unterstützen.
Vorsitzende des CMF war Gabrielle Duchêne, eine allgemein geachtete Feministin und Pazifistin. Duchêne diente aber mehr als Aushängeschild und zur Verschleierung der eigentlichen Machtverhältnisse in der Organisation, die faktisch von ihrer Generalsekretärin Cattanéo geleitet wurde.
1937 vermeldete Cattanéo, sie habe ihre Ziele erreicht, da das CMF nun weltweit 10 Millionen Frauen anspreche. Dimitroff soll ihr geantwortet haben, „es gebe eine Milliarde Frauen“. Sie gab an, dass sie nun in Frankreich eine umfassende Vereinbarung mit den wichtigsten französischen Frauen- und Friedensorganisationen habe, insbesondere für das Wahlrecht und für die Vorbereitung des Rassemblement Universel pour la Paix (RUP). Sie zitiert die Union française pour le suffrage des femmes von Cécile Brunschvicg, die Ligue française pour le droit des femmes von Maria Vérone, die Union féminine pour la S.D.N. von Germaine Malaterre-Sellier und die Ligue des femmes pour la Paix et la libert von Gabrièle Duchêne. Palmiro Togliatti, der italienische Funktionär, fasste in einer Resolution die vom CMF durchgeführten Aktionen und die Aktionen, die noch durchgeführt werden sollten, um die Bewegung auf internationaler Ebene zu erweitern, zusammen.
In den Jahren 1936 und 1937 wurde sie in den Vorstand der Zentralen Finanzkontrollkommission der französischen KP gewählt. Sie wurde auch zu den Sitzungen des Zentralkomitees eingeladen. In ihrem 2017 erschienenen Buch schreiben Bernard Pudal und Claude Pennetier: „Bernadette Cattanéo wäre aufgrund ihrer Funktionen die Einzige gewesen, die Anspruch auf einen Sitz im Zentralkomitee der PCF gehabt hätte. Aber das wurde nicht Realität.“

## Deutsch-sowjetischer Pakt
Der deutsch-sowjetische Nichtangriffspakt stoppte den Aufstieg der Bewegung abrupt.
Am 6. Oktober 1939 missbilligte Bernadette Cattanéo diesen Pakt, der ihrer antifaschistischen Kultur zuwiderlief, und brach mit der französischen Kommunistischen Partei. Sie erklärte dies in einem Brief an die Zeitung Le Populaire, der unter dem Titel „Bernadette Cattanéo distanziert sich von den Stalinisten“ veröffentlicht wurde:

« Heute ist es mir unmöglich, die Politik zu akzeptieren und zu verstehen, die darin besteht, dem Angreifer die Hand zu reichen und mit Hitler Freundschaftsbündnisse zu schließen ... Ich kann daher denen nicht folgen, die eine solche Politik verteidigen, und ich bin weiterhin davon überzeugt, dass wir erst dann wirklich Frieden haben werden, wenn wir den Faschismus besiegt haben. »

Während des Krieges flüchtet sie nach Moissac im Département Tarn-et-Garonne, wo sie ein unauffälliges Leben führte. Ihrem Sohn zufolge hatte sie Kontakte zur katholischen Widerstandsbewegung und half jüdischen Kindern, die dem Centre des éclaireurs israélites angehörten. Als Zeichen des Dankes wurde die Familie Cattanéo nach der Befreiung Frankreichs zu einem Fest eingeladen, das jüdische Überlebende in Moissac veranstalteten. Wie war ihre Beziehung zur Kommunistischen Partei Frankreichs (PCF) damals? „Man wollte sie töten“, sagt ihr Sohn ohne weitere Einzelheiten. Im Juni 1944 kehrte sie nach Paris zurück und stellte jegliche politische Aktivität ein.
1953 folgte sie ihrem Sohn als Witwe in das Département Bouches-du-Rhône. Sie hatte keine politischen Verpflichtungen mehr, verfolgte aber aufmerksam die in der Presse berichteten Ereignisse.
Sie starb am 22. September 1963 in La Penne-sur-Huveaune mit dem Gefühl, „ihr Leben verpasst“ zu haben.

## Archiv
Das Archiv von Bernadette Cattanéo wird derzeit in der Humathèque Condorcet auf dem Campus Condorcet aufbewahrt und ist dort zugänglich.
Die aktuellen Informationen stammen aus dem Portal Archives Numériques et Données de la Recherche (PANDOR); einem Werkzeug zur Verbreitung und Abfrage der digitalen Korpora, die von der Maison des Sciences de l'Homme de Dijon (MSH Dijon) im Rahmen der Unterstützung von Forschungsprogrammen in den Geistes- und Sozialwissenschaften erstellt und getragen werden.